# Zeuktophyllum
Zeuktophyllum är ett släkte av isörtsväxter. Zeuktophyllum ingår i familjen isörtsväxter.
Kladogram enligt Catalogue of Life:
| Zeuktophyllum | \| \| Zeuktophyllum calycinum \| \| \| \| \| \| Zeuktophyllum suppositum \| \| \| \| |
|               | \| \| Zeuktophyllum calycinum \| \| \| \| \| \| Zeuktophyllum suppositum \| \| \| \| |
|               | Zeuktophyllum calycinum                                                              |
|               |                                                                                      |
|               | Zeuktophyllum suppositum                                                             |
|               |                                                                                      |